# Jean-Louis Colmant
Pour les articles homonymes, voir Colmant.
Jean-Louis Colmant est un réalisateur belge né à Dour le 18 août 1926 et décédé le 26 février 2001 à Bruxelles.
Il débute au cinéma en 1949 comme assistant des réalisateurs sur le film La Maudite de Norbert Benoit et Marcel Jauniaux, supervisé par Emile-Georges De Meyst, que Jean-Louis Colmant assistera en 1951 pour la comédie Ah ! Qu'il fait bon chez nous. En 1956, De Meyst et Colmant réalisent ensemble La belote de Ture Bloemkuul avec Marcel Roels dans le rôle principal. La même année, Colmant est second assistant du réalisateur Ivan Govar sur Le circuit de minuit.
Jean-Louis Colmant est ensuite engagé à la RTB où il travaille jusqu'à sa retraite.   

## Filmographie
- 1956 : La Belote de Ture Bloemkuul, coréalisé avec Émile-Georges De Meyst, avec Marcel Roels dans le rôle principal
- 1963 : La Bulle de savon
- 1969 : Le condamné à mort meurt à cinq heures (TV)
- 1970 : Les Atouts de M. Wens (TV)
- 19-- : Les Anges de la nuit (série TV)
- 1971 : Arsène Lupin (saison 1, épisode 13 : Le Sept de cœur)
- 1971 : La Feuille d'érable (série TV)
- 1972 : Les Dupes (TV)
- 1973 : La Pierre de lune (TV, 5 épisodes)
- 1973 : Signé ... Ta Claudia (TV, 3 fois 60 minutes) avec Jacques Faber
- 1975 : Printemps en hiver (TV)
- 197- : TéléMystères (série policière TV)
- 1977 : Le Scoop de Jacques Danois (TV)
- 1979 : Jackson ou le Mnémocide (TV)
- 1980 : Aéroport : Transit Hôtel (TV)
- 1983 : Le Dancing (TV)
- 1988 : L'Amateur de reliques (dramatique TV, 36 min)
- 1990 : L'Histoire comique de Keizer Karel (dramatique TV, 50 min)

## Récompenses
- 1977 : Prix Kammans
- 1981 : Prix Festival de télévision de Monte-Carlo
- 1994 : Prix SABAM « Audiovisuel et TV »